# Batalla del Cáucaso
La batalla del Cáucaso (en ruso: Битва за Кавказ; Bitva za Kavkaz) es el nombre dado a una serie de operaciones del Eje y de la Unión Soviética en el área del Cáucaso en el Frente Oriental de la Segunda Guerra Mundial, cuya finalidad era el control de recursos de la región. Se divide en dos etapas: la ofensiva de las tropas alemanas (25 de julio - 31 de diciembre de 1942) y la contraofensiva de las tropas soviéticas (1 de enero - 9 de octubre de 1943).
El 25 de julio de 1942, las tropas alemanas capturaron Rostov del Don, en Rusia, abriendo la región del Cáucaso de la Unión Soviética del sur, y los campos petroleros más allá de Maikop, Grozni, y finalmente Bakú, a los alemanes. Dos días antes, Adolfo Hitler emitió una directiva para lanzar tal operación en la región del Cáucaso, que se llamará «Operación Edelweiß», pero las fuerzas alemanas se vieron obligadas a retirarse de la zona ese invierno, ya que la Operación Saturno amenazó con cortarlas.

## Antecedentes
En junio de 1942, el frente soviético en el sector sur estaba debilitado debido al fracaso de la ofensiva de primavera cerca de Járkov. El mando alemán no dejó de aprovechar esta circunstancia.
El 28 de junio, el 4.º Ejército Panzer de la Wehrmacht, bajo el mando de Hermann Hoth, atravesó el frente entre Kursk y Járkov y fue hacia el Don. El 3 de julio, Vorónezh fue parcialmente ocupada y las tropas de Semión Timoshenko, que defendían la dirección a Rostov, fueron cubiertas desde el norte. Sólo en esta zona el Ejército Rojo perdió como prisioneros a más de 200,000 personas. El 4.º Ejército de Tanques, después de haber luchado unos 200 km en diez días, avanzó rápidamente hacia el sur entre Donets y Don. El 23 de julio cayó Rostov del Don, por lo que el camino hacia el Cáucaso estaba abierto.

## Ofensiva alemana
El avance del frente soviético cerca de Járkov y la posterior captura de Rostov del Don abrieron para Hitler no sólo la perspectiva real de acceso al petróleo de Bakú en el Cáucaso Sur, sino también la oportunidad de capturar Stalingrado, el centro de transporte más importante y un importante centro de industria militar, en una operación ofensiva llevada a cabo por los alemanes llamada "Operación Azul" (en alemán: Fall Blau).
Bakú y el Cáucaso Norte eran la principal fuente de petróleo para toda la economía de la Unión Soviética. Después de la pérdida de Ucrania, la importancia del Cáucaso y Kubán como fuente de cereales aumentó considerablemente. También había reservas de materias primas estratégicas, por ejemplo: los depósitos minerales de tungsteno y molibdeno de Tyrnyauz. La pérdida del Cáucaso podría tener un impacto notable en el curso general de la guerra contra la Unión Soviética, por lo que Hitler eligió esta dirección particular como su principal. El grupo de ejércitos creado para el ataque al Cáucaso recibió el código "A".
La tarea del Grupo de Ejércitos "A" era rodear y destruir al sur y sureste de Rostov del Don las tropas del Frente Sur, que se habían retirado a través del río Don, y tomar posesión del Cáucaso Norte; luego se planeó rodear el Gran Cáucaso con un grupo del oeste, para capturar Novorosíisk y Tuapsé, y con otro grupo del este, para capturar las regiones petrolíferas de Grozni y Bakú. Simultáneamente con la maniobra de rotonda, se planeó superar la Cordillera Watershed en su parte central a lo largo de los pasos y salir a Georgia. Tras supuestamente capturar Stalingrado, se prepararía un trampolín para las operaciones de combate contra Gran Bretaña en Oriente Medio.
Tras haber ocupado Rostov del Don el 23 de julio de 1942, el Grupo de Ejércitos A inició un ataque contra Kubán. Los alemanes asestaron el golpe más poderoso con las fuerzas del 1.º y 4.º Ejércitos de Tanques en el flanco izquierdo del Frente Sur, donde defendían los 51.º y 37.º Ejércitos soviéticos. Las unidades soviéticas, habiendo sufrido grandes pérdidas, se retiraron. En la zona del 18.º Ejército soviético, las tropas del Heer irrumpieron en Bataisk, pero en la zona del 12.º Ejército soviético la situación fue peor para los alemanes y nunca pudieron cruzar el Don el primer día. El 26 de julio, los 18.° y 37.° ejércitos soviéticos, reforzados por dos divisiones, intentaron lanzar un contraataque para restablecer la situación en el Don, pero este intento terminó en vano.
Como resultado, ya en los dos primeros días de combates, la situación de las fuerzas soviéticas en toda la zona de operaciones del Frente Sur empeoró drásticamente. Existía una amenaza real de un avance alemán en la región de Salsk. Con su exitoso desarrollo, las tropas alemanas pudieron dividir al Frente Sur en dos partes y abrir el camino para que su grupo de tanques alcanzara la retaguardia de las fuerzas principales de las tropas soviéticas, que continuaban manteniendo posiciones al sur de Rostov. Para evitarlo, el mando soviético ordenó en la noche del 28 de julio retirar las formaciones del ala izquierda del frente a una línea que discurría a lo largo de la orilla sur del río Kagalnik y el canal de  kumá-Mánych. Las tropas alemanas, al amparo de grandes fuerzas de aviación, transportaron formaciones de siete cuerpos a la orilla izquierda del Don, donde se creó una superioridad abrumadora, especialmente en fuerzas de tanques y artillería. Las tropas del Frente Sur no pudieron retirarse de forma organizada a las líneas indicadas por ellas. La retirada gradual se convirtió en huida. Las tropas alemanas, sin encontrar una resistencia seria, comenzaron a avanzar rápidamente hacia las estepas de Kubán.
El 28 de julio se disolvió el Frente Sur y sus tropas fueron trasladadas al Cáucaso Norte. Al frente se le encomendó la tarea de detener por cualquier medio el avance del enemigo y restablecer la situación a lo largo de la orilla sur del Don. El Frente Ciscaucásico se dividió en dos grupos operativos: el del Don (51.º Ejército, 37.º Ejército, 12.º Ejército y 4.º Ejército Aéreo), que cubría la dirección de Stávropol, y el de Primorie (18.º Ejército, 56.º Ejército, 47.º Ejército, 1.º). Cuerpo de Fusileros, 17.º Cuerpo de Caballería y 5.º Ejército Aéreo con apoyo Flotilla militar de Azov), que defendió en dirección a Krasnodar. Los 9.° y 24.° ejércitos fueron retirados a la zona de Nálchik y Grozni. El 51.º ejército fue transferido al Frente de Stalingrado. Al mismo tiempo, el mando alemán transfirió el 4.º Ejército Panzer al Grupo de Ejércitos B. El 2 de agosto de 1942, las tropas alemanas reanudaron su ofensiva sobre Salsk, que se desarrolló con éxito, y ya el 3 de agosto capturaron Voroshílovsk (antiguo nombre de Stávropol) en movimiento y prácticamente sin resistencia, y el 5 de agosto Nevinnomyssk. El 37.º Ejército, fragmentado, se retiró más allá de los ríos Kalaus y Yankul con grandes pérdidas, y el 12.º Ejército fue transferido al Grupo de Ejércitos Don.
En dirección a Krasnodar, las unidades del 17.º Ejército alemán no pudieron atravesar inmediatamente las defensas de los 18.º y 56.º ejércitos. Las tropas soviéticas intentaron responder con un contraataque, pero pronto se vieron obligadas a retirarse detrás de la orilla izquierda del Kubán. El 6 de agosto, el 17.º ejército alemán reanudó su ataque contra Krasnodar. Después de luchar con el 56.º Ejército, los alemanes lograron tomar la ciudad el 12 de agosto. El 10 de agosto, la flotilla militar de Azov fue evacuada de la costa de Azov. El mando alemán, aprovechando la situación favorable, decidió rodear a las tropas soviéticas al sur de Kubán. El 6 de agosto, el 1.° Ejército de Tanques alemán capturó Armavir y el 9 de agosto, Maikop, y continuó avanzando en dirección a Tuapse. El 12 de agosto, los alemanes ocuparon Beloréchensk, y el 13 de agosto, Tvérskaya. Del 15 al 17 de agosto, el  avance de las tropas alemanas fue detenido en la línea de Samúrskaya, Khadyzhenskaya, al sur de Kliuchevói y Stávropol. Las tropas soviéticas lograron detener al 17.º Ejército e impedir que llegara a Tuapsé. Como resultado, durante la primera etapa de la ofensiva (25 de julio  - 19 de agosto), las tropas alemanas lograron parcialmente cumplir las tareas que se les asignaron: infligir una gran derrota a las tropas soviéticas, capturando la mayor parte de Kuban y Stávropol, y lograron avanzar hacia el este a lo largo del lado norte de la Cordillera del Cáucaso hasta Mozdok. Las tropas soviéticas sólo pudieron organizar la resistencia al enemigo en las afueras de Tuapse.

## Stalingrado
Después de la caída de Rostov del Don, la comunicación entre el Cáucaso y las regiones de la Rusia europea sólo fue posible por mar a través del Caspio y el Volga y por el ferrocarril Salsk-Stalingrado. El mando alemán creía que cortando estas comunicaciones podrían establecer rápidamente el control sobre el Cáucaso y privar a la Unión Soviética de recursos críticos. Para solucionar este problema, se planeó atacar en dirección a Stalingrado. El Grupo de Ejércitos B fue creado para el ataque a Stalingrado bajo el mando del mariscal de campo Maximilian von Weichs. Hasta noviembre de 1942, la dirección de Stalingrado se consideraba auxiliar de la ofensiva en el Cáucaso.
Según algunos historiadores, la división de direcciones estratégicas en condiciones de fuerzas militares limitadas fue errónea y condujo a la dispersión de las tropas alemanas y, en última instancia, al fracaso de los planes ofensivos de Stalingrado y del Cáucaso.

## Batallas de Novorossiysk y Malgobek
Para reforzar las tropas en el Cáucaso, del 1 al 12 de agosto, el mando soviético reagrupó el Frente Transcaucásico. Las tropas del 44º Ejército de Majachkalá, avanzaron hasta las líneas defensivas en los ríos Terek, Sulak y Samur. Al mismo tiempo, 5 divisiones de fusileros, 1 brigada de tanques, 3 brigadas de fusileros, tres regimientos de artillería, un tren blindado y varias otras unidades fueron transferidas a la línea Terek y Uruj desde la frontera soviético-turca y desde la costa del Mar Negro. Simultáneamente con la organización del reagrupamiento, se asignaron fuerzas importantes de la reserva del Cuartel General para fortalecer las tropas del Frente Transcaucásico. Del 6 de agosto a septiembre, el Frente Transcaucásico recibió 2 cuerpos de fusileros de guardias y 11 brigadas de fusileros independientes.
El 19 de agosto, en dirección a Novorossiysk, el 17.º Ejército alemán pasó a la ofensiva, lanzando el ataque principal contra Novorossiysk y Anapa y ataques auxiliares contra Temriuk y la península de Taman. El 47.º Ejército soviético, inferior en fuerza, pudo repeler el ataque y hacer retroceder al enemigo el 25 de agosto.El 28 de agosto, las tropas alemanas reanudaron la ofensiva en esta dirección y el 31 de agosto capturaron Anapa, como resultado de lo cual las unidades navales que defendían la península de Tamán quedaron aisladas de las fuerzas principales del 47.º Ejército y de los barcos del ejército de Azov. La flotilla se vio obligada a irrumpir en el Mar Negro. El 11 de septiembre, unidades del 17.º Ejército, que habían capturado la mayor parte de Novorossiysk, fueron detenidas en las afueras del sureste de la ciudad. En una nueva ofensiva, lanzada del 19 al 26 de septiembre, la 3.ª División de Montaña rumana quedó casi completamente destruida. Debido a grandes pérdidas, el 26 de septiembre, las tropas alemanas se pusieron a la defensiva cerca de Novorossiysk, lo que duró más de un año.
El 23 de agosto, las tropas alemanas lanzaron una ofensiva sobre Mozdok, mientras que la 23.ª División de Tanques alemana atacó Prokhladny y la capturó el 25 de agosto. Otros intentos de avanzar por el ferrocarril Prokhladny-Ordzhonikidze no tuvieron éxito. En la mañana del 2 de septiembre, los alemanes comenzaron a cruzar el Terek en la zona de Mozdok. Habiendo capturado una pequeña cabeza de puente en la orilla sur del río, las tropas alemanas asestaron un fuerte golpe la noche del 4 de septiembre y avanzaron 10 km al sur de Mozdok. Sin embargo, al mismo tiempo sufrieron grandes pérdidas, especialmente como resultado de las acciones de la aviación soviética (4.º Ejército Aéreo). El 24 de septiembre, las tropas alemanas, habiendo reforzado al grupo Mozdok con la 5.ª División Panzer SS Viking, retirada de la dirección de Tuapse, pasaron a la ofensiva a través de la Puerta Eljotov (a lo largo del valle a lo largo del Terek) en dirección a Ordzhonikidze y a lo largo del Ferrocarril Projladni-GroznI a lo largo del valle del río Sunzha hasta Grozni. El 29 de septiembre, después de 4 días de tenaces combates, las tropas alemanas capturaron las aldeas de Terek, Planovskoye, Eljotovo y Illarionovka, pero no pudieron avanzar más allá de Malgobek y se vieron obligadas a ponerse a la defensiva.
Simultáneamente con las batallas en las direcciones de Grozni y Novorossiysk, a mediados de agosto comenzaron feroces batallas entre unidades del 46.º Ejército del Frente Transcaucásico en los pasos de la Cordillera Principal del Cáucaso, donde se encontraban el 49.º Cuerpo de Ejército de Montaña alemán y dos fusileros de montaña rumanos. las divisiones actuaron contra ellos. A mediados de agosto, unidades de la 1.ª División de Infantería de Montaña alemana se acercaron al paso de Klujor y al Elbrus, donde los escaladores alemanes izaron la bandera nazi el 21 de agosto. A principios de septiembre, las tropas alemanas también capturaron los pasos de Maruj y Sanchar.
Dado que para enfrentar con éxito a las tropas alemanas del 49.º Cuerpo de Infantería de Montaña en las montañas se necesitaba un número significativo de unidades especialmente entrenadas para las condiciones de montaña, a finales de agosto de 1942, por orden del comandante del Frente Transcaucásico, el general de ejército Iván Tiulenev, comenzó la organización de destacamentos separados de fusileros de montaña. Durante la segunda etapa de la ofensiva alemana (19 de agosto  - 29 de septiembre), a pesar de una serie de reveses, en general, las tropas soviéticas lograron detener los avances de las tropas alemanas e impedirles avanzar hacia Transcaucasia. El equilibrio de fuerzas también mejoró gradualmente a favor de las tropas soviéticas.

## Defensiva soviética

### Preparativos para la defensa
El 27 de agosto de 1942, el general de división Konstantín Leselidze fue nombrado nuevo comandante del 46.º Ejército del Frente Transcaucásico.La aviación del frente recibió la tarea de realizar reconocimientos aéreos diarios de todos los pasos a través de la Cordillera del Cáucaso Principal y de las carreteras que conducen a ellos desde el norte. También se tomaron medidas para instalar barreras en las rutas de paso más importantes que conducen a la costa del Mar Negro. Comenzaron los trabajos de preparación para el desprendimiento de rocas, la destrucción de las carreteras y sus inundaciones. Además del sistema de barreras, a lo largo de estas carreteras se construyó un sistema de estructuras defensivas: centros de defensa, fortalezas, fortines, búnkeres, trincheras y zanjas antitanques. En las direcciones y carreteras principales se crearon oficinas del comandante, que contaban con reservas de fuerzas y equipos de zapadores y estaban equipadas con estaciones de radio. Para contrarrestar el flanqueo enemigo se formaron destacamentos especiales de hasta una compañía con un escuadrón de zapadores, que avanzaron hacia posibles direcciones para la maniobra de flanqueo. Con el mismo fin se socavaron senderos que no fueron recorridos por las tropas. Se crearon con urgencia destacamentos separados de fusileros de montaña, cada uno de los cuales constaba de una compañía o un batallón. En septiembre de 1942, la situación en el Cáucaso comenzó a mejorar gradualmente a favor de las tropas soviéticas. Esto también se vio facilitado por los fracasos de los alemanes y sus aliados en Stalingrado. El mando alemán, sin reservas adicionales, ya no podía avanzar simultáneamente a lo largo de todo el frente y decidió lanzar ataques sucesivos, primero en dirección a Tuapse y luego a Ordzhonikidze.

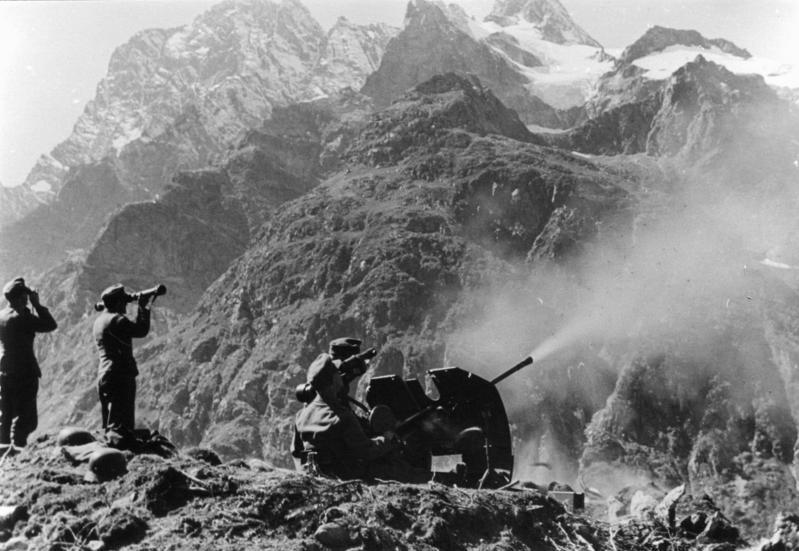
Soldados alemanes abriendo fuego en el Cáucaso Norte, septiembre de 1942.

### Defensa de Tuapsé
El 25 de septiembre de 1942, después de un potente bombardeo aéreo de dos días por parte de la 4.ª Flota Aérea, el 17.º ejército alemán pasó a la ofensiva en dirección a Tuapse contra las tropas del Grupo soviético del Mar Negro (18.º Ejército, 47.º Ejército y 56.º Ejército) previamente reforzado por dos divisiones de infantería alemanas y dos rumanas, así como unidades de infantería de montaña, unidas en un grupo divisional bajo el mando del general Lanz. Después de cinco días de intensos combates, las tropas germano-rumanas lograron romper las defensas de los ejércitos 18 y 56 en algunas zonas. La amenaza de captura se cernía sobre Tuapse. El 4 de octubre, el Cuartel General ordenó a las tropas del grupo del Mar Negro lanzar contraataques desde la zona de Rozhet, Maratuk en dirección al Cementerio Rojo y desde la zona de Bélaya Glina hasta Pervomaisky y Khadyzhenskaya. El 9 de octubre, las tropas alemanas y rumanas fueron detenidas en todas direcciones. El 14 de octubre, las tropas alemanas volvieron a pasar a la ofensiva, haciendo retroceder al 18.º Ejército y algo haciendo retroceder al 56.º Ejército. Las tropas soviéticas intentaron lanzar un contraataque contra el grupo enemigo, y el 23 de octubre las tropas germano-rumanas fueron detenidas y el 31 de octubre pasaron a la defensiva.
Tras reunir reservas, el 17.º Ejército alemán intentó de nuevo atravesar Tuapse y, a mediados de noviembre, pasó a la ofensiva. Las tropas germano-rumanas lograron penetrar las defensas del 18.º Ejército hasta 8 km de profundidad, pero sus fuerzas se agotaron rápidamente. El 26 de noviembre, las tropas soviéticas pasaron a la ofensiva y, con la ayuda de la Flota del Mar Negro y las fuerzas del 5.º Ejército Aéreo, el 17 de diciembre derrotaron al grupo alemán y arrojaron sus restos al otro lado del río Pshish. El mando alemán dio la orden de ponerse a la defensiva a lo largo de todo el frente del Grupo de Fuerzas del Mar Negro.

### Ofensiva de Nálchik-Ordzhonikidze

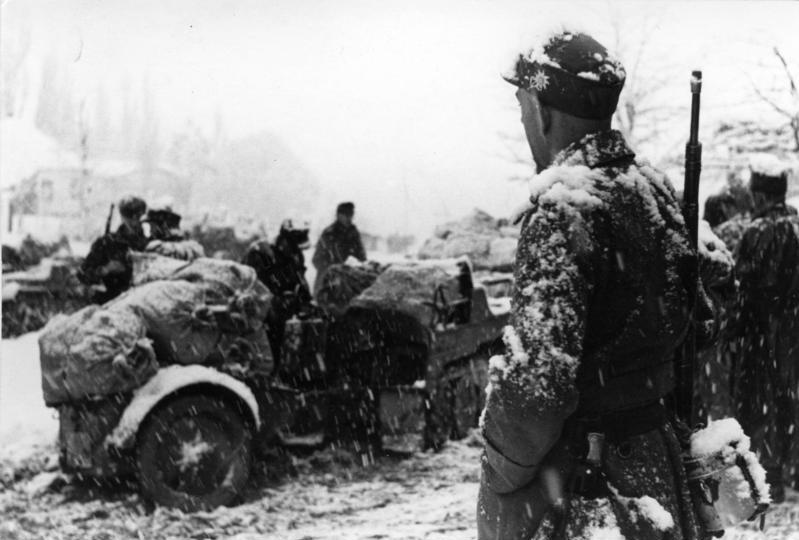
Soldados alemanes de la 1.° División de Infantería de Montaña, diciembre de 1942.

El 25 de octubre, el 1.° Ejército Panzer alemán lanzó una ofensiva hacia Nálchik. El hecho de que lograron reagrupar tropas en secreto benefició a los alemanes, por lo que el mando soviético no estaba preparado para un ataque en esta dirección. Tras romper las débiles defensas del 37.º Ejército, las tropas alemanas capturaron Nálchik el 27 de octubre y Gisel el 2 de noviembre. En esta zona, el mando alemán concentró grandes fuerzas de tanques, intentando ampliar el avance, pero no tuvo éxito. El 5 de noviembre, las tropas soviéticas detuvieron el avance del enemigo. Aprovechando la situación favorable, el mando soviético intentó rodear al grupo de Gisela. El 11 de noviembre, Gisel fue recapturada, pero las tropas alemanas se retiraron a través del río Fiagdon. El último intento de las tropas germano-rumanas de penetrar en las regiones petrolíferas de Grozni y Bakú y en Transcaucasia fracasó.
Después de un intento de avance alemán en Transcaucasia, el mando soviético decidió lanzar contraataques contra las tropas germano-rumanas desde la zona de Gisel en dirección a Mozdok. El 13 de noviembre, unidades del 9.º Ejército pasaron a la ofensiva, pero en diez días no pudieron atravesar las defensas enemigas, sino que sólo penetraron hasta una profundidad de 10 km, alcanzando la orilla oriental de los ríos Ardon y Fiagdon. En relación con estos fracasos y mal mando, el 15 de noviembre, el comandante del Frente Transcaucásico, el general de ejército Iván Tiulenev, y el comandante del Grupo de Fuerzas del Norte, el teniente general Iván Maslénnikov, fueron convocados al Cuartel General del Alto Mando Supremo, y recibieron nuevas tareas: cubrir firmemente las direcciones principales en Grozni y Ordzhonikidze, atacar en ambos flancos y derrotar a los grupos de tropas alemanas de Mozdok y Alagir. El 27 de noviembre, unidades del 9º Ejército lanzaron una ofensiva en dirección general a Digora. El 4 de diciembre lanzaron nuevos ataques, pero esta vez se vieron obligados a detener la ofensiva. Según los historiadores soviéticos, el fracaso de la operación se explica por la elección fallida de la dirección de los principales ataques.Estos fracasos obligaron al mando soviético a posponer una importante contraofensiva en dirección a Mozdok hasta enero.

## Contraofensiva soviética
A principios de 1943, la situación estratégica en la dirección caucásica del frente soviético-alemán era favorable para el cerco y la derrota completa de un gran grupo alemán en el norte del Cáucaso. Las tropas del Frente de Stalingrado (rebautizado como Frente Sur el 1 de enero de 1943), como resultado del exitoso desarrollo de los acontecimientos en la Batalla de Stalingrado, alcanzaron la línea Loznói-Priyutnoie a principios de 1943, creando una amenaza para el retaguardia del grupo alemán en el Cáucaso. Esta circunstancia obligó a Hitler a permitir que el mando del Grupo de Ejércitos A planificara medidas para preparar una retirada con la condición de que no debilitaran la fuerza de la resistencia. La idea de la operación del comando soviético era utilizar ataques coordinados de tropas de los Frentes Sur y Transcaucásico desde el noreste, sur y suroeste para desmembrar y derrotar a las principales fuerzas del Grupo de Ejércitos “A”, impidiendo su retirada del territorio del Cáucaso Norte.
El 1 de enero de 1943, las tropas del Frente Sur pasaron a la ofensiva en las direcciones de Rostov y Salsk. El 1.° Ejército Panzer alemán, tratando de evitar el cerco, comenzó a retirarse en dirección a Stavropol al amparo de fuertes retaguardias. El 3 de enero, las tropas del Grupo Norte del Frente Transcaucásico pasaron a la ofensiva (44.º Ejército, 9.º Ejército, 37.º Ejército, 4.º Cuerpo de Caballería cosaca de Kuban de la Guardia, 5.º Cuerpo de Caballería cosaca de la Guardia Don y 4.º Ejército del Aire).

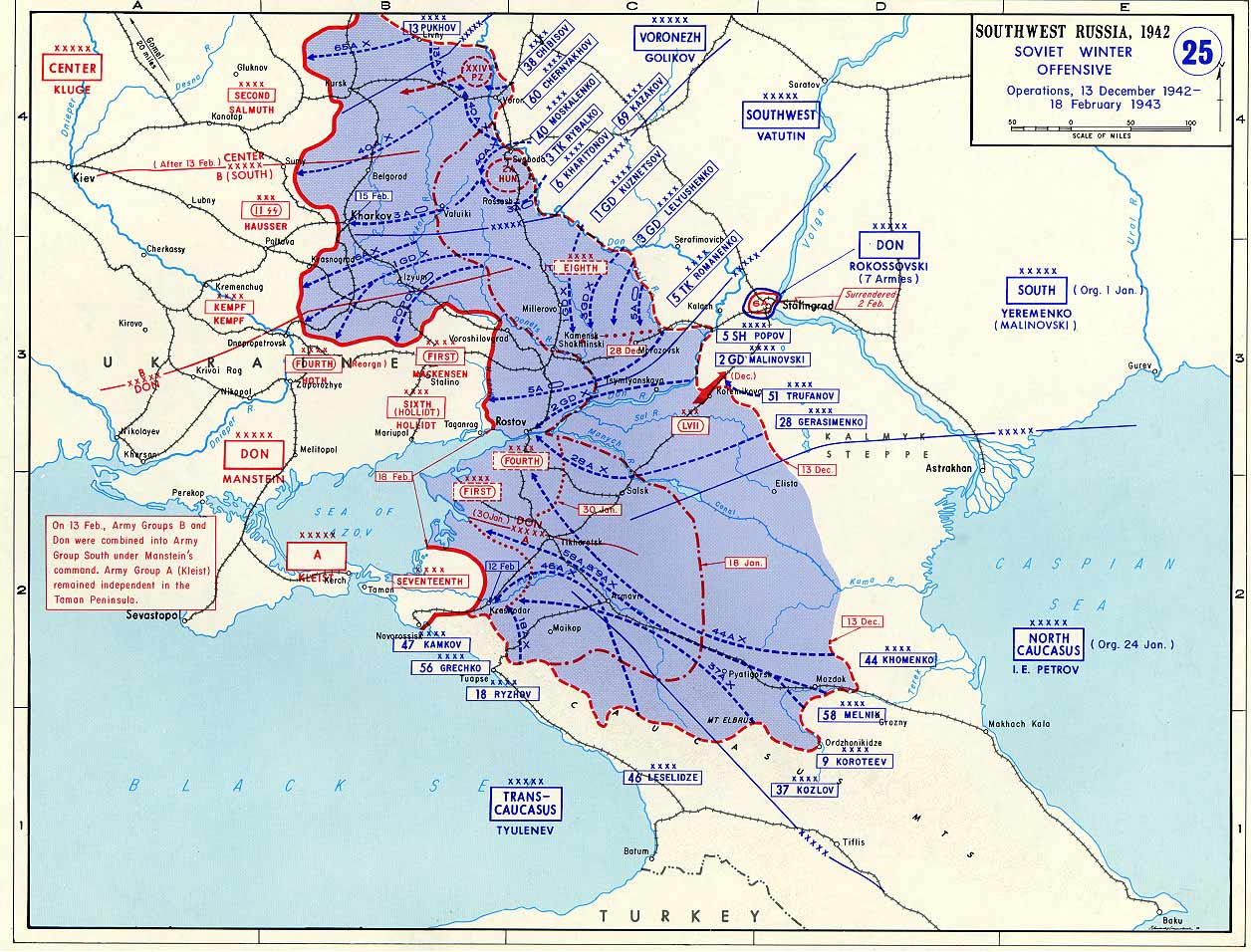
Ofensiva soviética realizada entre diciembre de 1942 y febrero de 1943.

Persiguiendo al enemigo, el 58.º Ejército capturó Mozdok y, junto con las formaciones del Grupo Norte, comenzó a perseguir al enemigo a lo largo de todo el frente de 320 kilómetros. Sin embargo, las unidades alemanas lograron separarse de las tropas soviéticas. Esto se vio facilitado por el hecho de que la persecución comenzó con dos días de retraso y se llevó a cabo sin la debida determinación y organización. El control de las formaciones soviéticas se vio interrumpido y las unidades se mezclaron. En tres días, las tropas del Grupo Norte avanzaron en algunas zonas sólo entre 25 y 60 km. Sin embargo, las tropas del 49.º Cuerpo de Infantería de Montaña alemán se retiraban de los pasos del Cáucaso, sin poder siquiera llevarse consigo su artillería, ya que sus caballos y mulas morían de hambre y enfermedades, y no había suficientes tractores semioruga.Desarrollando la persecución, las formaciones del Grupo Norte, con el apoyo del 4º Ejército Aéreo, liberaron las ciudades de Georgievsk, Mineralnye Vody, Piatigorsk y Kislovodsk a mediados de enero. 
Debido a la ofensiva poco exitosa del ejército soviético, los alemanes lograron retirarse de manera organizada a una línea de defensa fortificada a lo largo de los ríos Kuma y Zolka, donde del 8 al 10 de enero las tropas del Grupo Norte tuvieron que luchar. batallas tenaces. Sólo el 21 de enero, el 44.º ejército, con el apoyo de los partisanos, liberó Stávropol. El 23 de enero, el grupo mecanizado de caballería llegó a la zona de Salsk, realizando un recorrido de 200 kilómetros, donde se unió a las unidades que se acercaban del 28.º Ejército del Frente Sur. El 24 de enero, el Grupo de Fuerzas del Norte se transformó en el Frente Ciscaucásico, que recibió la tarea de utilizar las tropas del ala derecha (44.º, 58.º ejércitos y grupo mecanizado de caballería) para desarrollar un ataque contra Tikhoretsk, la aldea de Kushchevskaya, y derrotar a las unidades en retirada del 1.º Ejército de Tanques alemán y, en cooperación con unidades del Frente Sur, capturar Bataysk, Azov y Rostov del Don. El mando alemán, tratando de evitar el cerco de sus tropas, envió unidades del 4.º Ejército de Tanques del Grupo de Ejércitos Don contra el Frente Sur. Las fuerzas del Frente Sur no fueron suficientes para completar con éxito la operación y rodear a las unidades alemanas. Mientras tanto, las tropas del 37.º Ejército, superando la tenaz resistencia enemiga, comenzaron a rodear Krasnodar desde el norte y el 4 de febrero alcanzaron la línea a 30-40 km al noreste de Krasnodar en las regiones de Razdolnaya y Vorónezh. Las tropas del Frente Ciscaucásico casi se acercaron al mar de Azov en las zonas de Novobataysk, Yeisk y Yasenka.

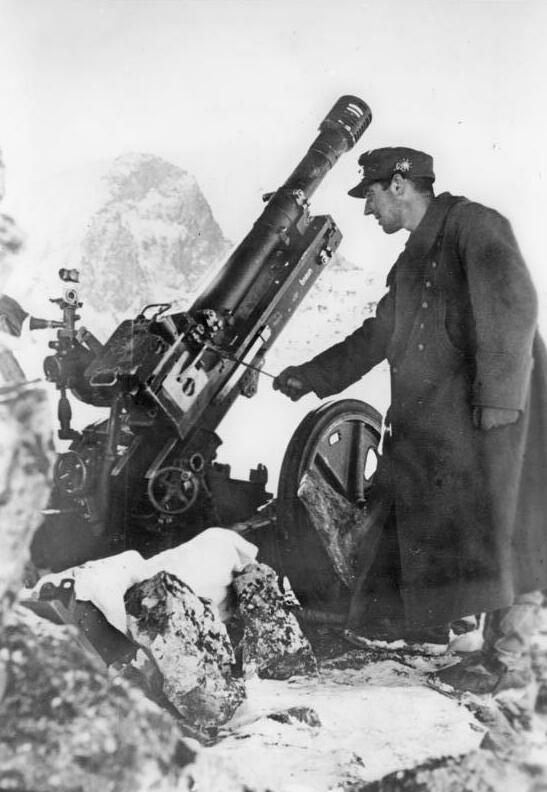
Artillero de la 1.ª División de Infantería de Montaña de la Wehrmacht en las montañas del Cáucaso Norte (altitud 3000 m), 21 de enero de 1943.

Las fuerzas del Grupo del Mar Negro (46.º Ejército, 18.º Ejército, 47.º Ejército, 56.º Ejército, 5.º Ejército Aéreo) del Frente Transcaucásico tampoco lograron reagruparse y pasar a la ofensiva a tiempo. Del 11 al 12 de enero, en dirección auxiliar desde el área al noreste de Tuapse, los grupos de ataque de los  46.° y 18.° ejércitos pasaron a la ofensiva. El 17.º Ejército alemán logró repeler los ataques iniciales. La ofensiva del 56.º ejército se desarrolló con más éxito: en siete días de combates rompió las defensas alemanas en el área de Goryachiy Klyuch y, habiendo avanzado 30 km, llegó a los accesos más cercanos a Krasnodar. Para impedir que las tropas alemanas partieran hacia Crimea a través del estrecho de Kerch, el Cuartel General del Alto Mando Supremo ordenó al Grupo del Mar Negro del Frente Transcaucásico capturar Novorossiysk con sus fuerzas principales y liberar la península de Taman, y llegar con derecho a la región de Krasnodar con las formaciones de flanco. El 29 de enero Maykop fue liberado. El 4 de febrero, las tropas del grupo del Mar Negro alcanzaron la línea del río Kuban y el área de la aldea de Ust-Labinskaya.
En general, las tropas alemanas lograron evitar el cerco y retirarse a la parte occidental del territorio de Krasnodar y a la zona al norte de Rostov. A pesar de esto, los resultados de la operación en el Cáucaso Norte fueron de gran importancia política. Los planes del mando alemán de una nueva ofensiva en el Cáucaso, para los que ya no tenía fuerzas, se vieron frustrados.

## Ofensiva soviética en Kubán
A principios de febrero, el mando soviético fijó nuevas tareas para sus tropas y las reagrupó. El 44º Ejército y el Grupo Mecanizado de Caballería fueron incluidos en el Frente Sur, y el Grupo de Fuerzas del Mar Negro fue transferido al Frente Ciscaucásico. Las tropas restantes del Frente Transcaucásico recibieron la tarea de proteger la costa del Mar Negro, la frontera turco-soviética y liderar las tropas en Transcaucasia e Irán. El Frente Ciscaucásico recibió la tarea de derrotar al grupo de tropas alemanas de Krasnodar-Novorossiysk.
El 7 de febrero, las tropas del Frente Sur pasaron a la ofensiva con el objetivo de capturar las ciudades de Bataysk y Rostov del Don. En la mañana del 8 de febrero, Bataysk fue liberada y las formaciones del 28.º Ejército alcanzaron la orilla izquierda del Don. Con la intención de rodear a las tropas alemanas en el área de Rostov del Don, el comando soviético movió a la 2.ª Guardia y al 51.º Ejército para rodear la ciudad desde el noreste, y al 44.º Ejército y un grupo mecanizado de caballería desde el suroeste. Las tropas alemanas lograron evitar el cerco y retirarse a una posición previamente fortificada en la línea del río Mius. El 13 de febrero, las tropas soviéticas entraron en Rostov.

### Málaya Zemlia
Del 26 de enero al 6 de febrero, el 47.º ejército intentó sin éxito romper las defensas alemanas, con el objetivo de capturar Novorossiysk. Para ayudar a las fuerzas terrestres, el 4 de febrero, la Flota del Mar Negro realizó un asalto anfibio en la zona de Novorossiysk. Durante feroces batallas, la cabeza de puente se amplió a 28 km² y se le enviaron unidades adicionales, incluido el 18.º Ejército.
Del 4 al 15 de febrero de 1943 se llevó a cabo una operación de desembarco en la zona de Novorossiysk. Su objetivo era ayudar a las tropas que avanzaban hacia el norte. Se planeó que la fuerza de desembarco principal aterrizara en el área del sur de Ozereyka, y una demostrativa (auxiliar), en la costa occidental de la bahía de Tsemes, en el área del suburbio de Novorossiysk, Stanichka. El desembarco estuvo a cargo de barcos de la Flota del Mar Negro. El apoyo aéreo se asignó a la Fuerza Aérea de la Flota del Mar Negro (137 aviones) y al 5.º Ejército Aéreo (30 aviones). La noche del 4 de febrero se iniciaron los desembarcos en las zonas designadas. Sin embargo, debido a una fuerte tormenta, no fue posible desembarcar la fuerza de desembarco principal con todas sus fuerzas en la zona del sur de Ozereyka. Los acontecimientos se desarrollaron con mayor éxito en la zona del desembarco auxiliar: el destacamento de César Kunikov logró ocupar una pequeña cabeza de puente en la zona de Stanichka. Junto con las tropas, los partisanos del grupo de destacamentos partidistas de Novorossiysk desembarcaron en la cabeza de puente bajo el mando del secretario del comité municipal de Novorossiysk del PCU(b), P. I. Vasev. El aterrizaje de demostración se convirtió en el principal. La cabeza de puente se amplió a 4 km a lo largo del frente y a 2,5 km de profundidad, posteriormente recibió el nombre de "Malaya Zemlya" (una sección de terreno en la costa occidental de la bahía de Novorossiysk (Tsemes) y las afueras del sur de Novorossiysk), donde Del 4 de febrero al 16 de septiembre de 1943, las tropas soviéticas libraron heroicas batallas. En la cabeza de puente, según testigos presenciales, no había "ni un metro de superficie donde no cayera una bomba, una mina o un proyectil".

### Ofensiva de Krasnodar
El 9 de febrero, las tropas del Frente Ciscaucásico lanzaron una ofensiva hacia Krasnodar. El mayor éxito en los primeros días de la ofensiva lo logró el 37.º Ejército, que logró doblegar al enemigo defensor y crear una amenaza para sus tropas cerca de Krasnodar. El 12 de febrero, Krasnodar fue capturada por los 12.° y 46.° ejércitos soviéticos. El mando alemán comenzó a retirar sus tropas a la península de Tamán, mientras al mismo tiempo, con apoyo aéreo, lanzaba contraataques contra las fuerzas soviéticas, de las cuales el 58.º ejército fue el que más sufrió. La flota y la aviación soviéticas intentaron paralizar por completo las comunicaciones entre las formaciones alemanas en la península de Taman y en Crimea, pero no lograron completar esta tarea. En la segunda quincena de febrero, la resistencia de las tropas alemanas, cuya base era el 17.º Ejército, aumentó considerablemente.
El 23 de febrero, las fuerzas del Frente Ciscaucásico lanzaron una nueva ofensiva, pero no produjo el resultado esperado. Del 28 de febrero al 4 de marzo, las tropas del 17.º Ejército alemán, apoyadas por la aviación, lanzaron fuertes contraataques, especialmente en la zona del 58.º Ejército, y lograron hacer retroceder parcialmente. Los ataques de los 37.º y 9.º ejércitos soviéticos obligaron a los alemanes a comenzar a retirarse a una línea de defensa preparada en la noche del 9 de marzo. Durante la persecución del 17.º Ejército en retirada, las tropas soviéticas capturaron importantes centros de defensa y, a mediados de marzo, alcanzaron una nueva línea defensiva de tropas alemanas a 60-70 km al oeste de Krasnodar, pero no pudieron atravesarla. El 16 de marzo, las tropas del Frente Ciscaucásico se pusieron a la defensiva y comenzaron a preparar una nueva operación ofensiva con el objetivo de derrotar a las tropas alemanas en la península de Taman.

### Conflictos en la cabeza de puente de Kubán
Para mantener la cabeza de puente de Taman, los alemanes erigieron una línea defensiva, la llamada. "Línea Azul". Los feroces combates en la Línea Azul continuaron con breves pausas de febrero a septiembre de 1943.La fuerza total del grupo Taman de tropas germano-rumanas, que incluía al 17.º Ejército y parte de las fuerzas del 1.º Ejército de Tanques, alcanzó las 400,000 personas. El mando alemán creó un poderoso centro de defensa en el área de la aldea de Krymskaya. Aquí también se trasladaron dos divisiones de infantería alemana y de caballería rumana, que anteriormente estaban en reserva. El 4 de abril, las tropas del Frente Ciscaucásico pasaron a la ofensiva, pero inmediatamente encontraron una tenaz resistencia por parte de las tropas germano-rumanas. 
Desde principios de abril hasta mayo, las tropas soviéticas continuaron realizando ataques con el objetivo de derrotar al grupo enemigo en la península de Taman. El 4 de mayo, las tropas del 56.º ejército liberaron la aldea de Krymskaya, un importante centro de comunicaciones en la península de Taman. A principios de junio, las tropas soviéticas, bajo la dirección del Cuartel General, se pusieron a la defensiva, sin completar completamente la tarea asignada. Después del reagrupamiento, reabastecimiento y reforma de las tropas soviéticas, los combates ofensivos en la Línea Azul se reanudaron en julio de 1943 y duraron hasta la ofensiva decisiva en septiembre de 1943.

### Batalla aérea de Kubán
Al no tener fuerzas suficientes para mantener la cabeza de puente de Taman, el comando alemán esperaba interrumpir la inminente ofensiva de las tropas soviéticas con la ayuda de las fuerzas de aviación. Para ello, en los aeródromos de Crimea y la península de Taman se concentraron hasta mil aviones de combate de la 4ª Flota Aérea. Se trasladaron aquí fuerzas de aviación adicionales desde otros frentes.
El 4 de abril, las tropas del Frente Ciscaucásico pasaron a la ofensiva, pero inmediatamente encontraron una tenaz resistencia por parte de las tropas germano-rumanas. Los aviones alemanes propinaron golpes especialmente fuertes. Aprovechando la pausa temporal del 17 de abril, un gran grupo alemán pasó a la ofensiva con el objetivo de eliminar la cabeza de puente soviética en el área de Myskhako y destruir al 18.º Ejército. Para repeler la ofensiva, el comando soviético atrajo grandes fuerzas de aviación; además, se llevaron a esta área unidades de los 8.° y 17.° ejércitos aéreos.
Del 17 al 24 de abril tuvo lugar una gran batalla aérea en los cielos de Kuban, que fue ganada por la aviación soviética. Aprovechando la victoria en el aire, el 30 de abril unidades del 18.º Ejército restablecieron la situación en la zona de Myskhako.

### Evacuación de la Línea Azul
La exitosa ofensiva de las tropas soviéticas en Ucrania en la primavera de 1943 puso al grupo Taman de la Wehrmacht en una situación difícil. El 3 de septiembre de 1943, Hitler dio la orden de retirar las tropas del Kubán. A pesar de todos los esfuerzos del Ejército Rojo para evitarlo, 260 mil soldados, 70 mil caballos, todo el equipo, artillería y alimentos fueron transportados a través del estrecho de Kerch hasta Crimea. Sólo había que dejar forraje para los caballos. Las tropas retiradas de Taman fueron enviadas a defender el Istmo de Perekop en Crimea. La evacuación continuó hasta el 9 de octubre.

### Ofensiva de Novorossiysk -Taman
La ofensiva soviética comenzó la noche del 10 de septiembre con un desembarco anfibio en el puerto de Novorossiysk. Unidades del 18.º Ejército lanzaron la ofensiva al este y al sur de la ciudad. La noche del 11 de septiembre desembarcó el segundo escalón de tropas. El mismo día, las tropas del 9.º Ejército pasaron a la ofensiva, atacando Temryuk, y el 14 de septiembre, las tropas del 56.º Ejército, operando en el tramo central de la Línea Azul.

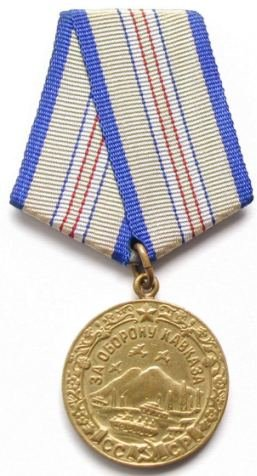
Unos 870,000 efectivos soviéticos recibieron esta Medalla "Por la Defensa del Cáucaso" a partir del 1 de mayo de 1944.

El 15 de septiembre, los grupos oriental y occidental del 18.º Ejército se unieron en Novorossiysk y al día siguiente la ciudad quedó completamente liberada. El 9 de octubre, el 56.º Ejército capturó toda la parte norte de la península de Taman y alcanzó el estrecho de Kerch. Esto puso fin por completo a los combates en el Cáucaso.

## Resultados
En general, la segunda etapa de la batalla en el Cáucaso fue bastante exitosa para las tropas soviéticas. Los territorios de Krasnodar, Kalmukia, Checheno-Ingushetia, Osetia del Norte, Kabardino-Balkaria, Rostov, Stávropol, Circasia, Karacháy y Adiguesia fueron completamente liberados. Los campos petrolíferos de Maikop, así como las zonas agrícolas más importantes del país, fueron devueltos al control del gobierno soviético. 

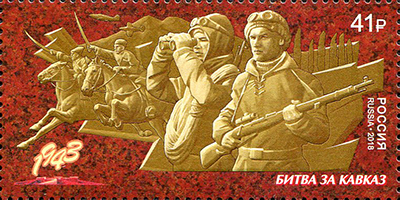
Sello postal ruso de 2018 de la serie “Camino a la Victoria”, dedicado a la Batalla del Cáucaso.

La victoria en la Batalla del Cáucaso fortaleció el flanco sur del frente soviético-alemán y se logró una estrecha cooperación entre las fuerzas terrestres, la aviación, la marina y los partisanos. Miles de soldados recibieron la medalla “Por la Defensa del Cáucaso”, establecida por el Decreto del Presidium del Sóviet Supremo de la URSS el 1 de mayo de 1944.
Por su hábil liderazgo de las tropas durante las batallas por el Cáucaso y Kubán, el 1 de febrero de 1943, el comandante de las tropas alemanas en Kubán, E. von Kleist, fue ascendido al rango de mariscal de campo (Generalfeldmarschall).
En febrero de 1943, un grupo de escaladores soviéticos del 46.º ejército retiró las banderas alemanas de los picos del Monte Elbrús e instaló banderas de la URSS (el 13 de febrero de 1943, un grupo liderado por N. Gusak izó la bandera soviética en el pico occidental. y el 17 de febrero de 1943 en el este, por un grupo liderado por A. Gusev)

## Orden de batalla

### Ejército Rojo
- Frente Ciscaucásico (Mariscal Semión Budionni) - hasta septiembre de 1942
- Frente Transcaucásico (General Iván Tiulenev)
- Flota del Mar Negro (Vicealmirante Filip Oktiabrski)
- Flotilla del Mar de Azov (Contraalmirante Serguéi Gorshkov)

### Wehrmacht
Grupo de Ejércitos A - Generalfeldmarschall Wilhelm List
- 1.º Ejército Panzer- General Paul von Kleist
- 17.º Ejército - Coronel general (Generaloberst) Richard Ruoff